# Til Ungdommen

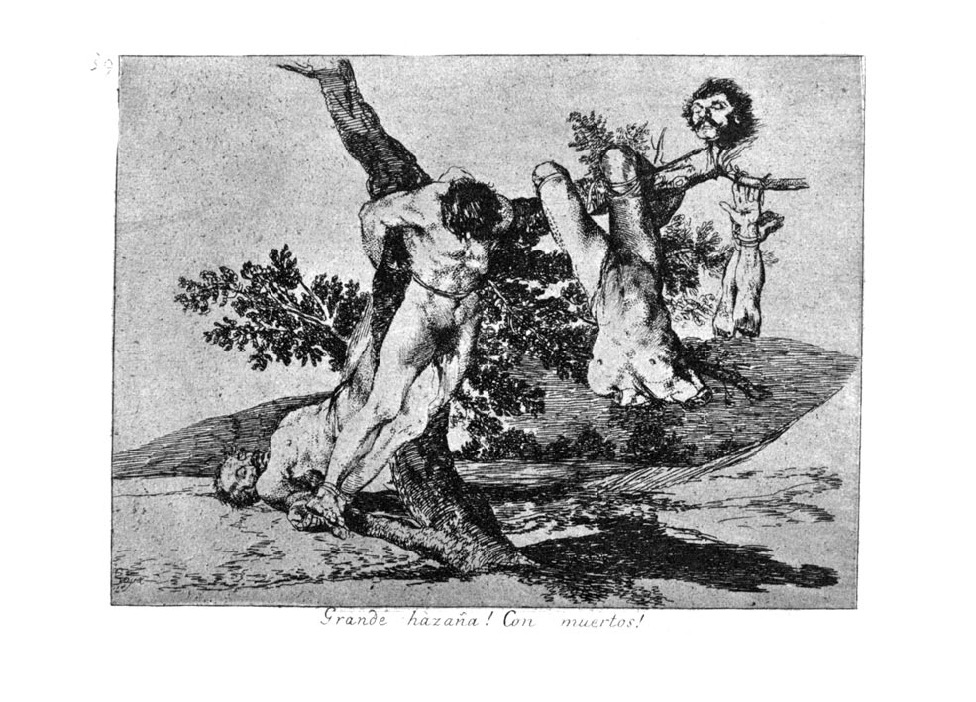
Krig er forakt for liv skaldar Grieg. Här visualiserat i Francisco Goyas Grande hazaña! Con muertos!

Til Ungdommen (eller Kringsatt av Fiender) är en dikt skriven av den norske poeten och journalisten Nordahl Grieg.
Dikten skrevs 1936 på uppdrag av stortingsrepresentanten Trond Hegna för att användas i Det Norske Studentersamfund, och tonsattes 1952 av den danske kompositören Otto Mortensen. Sången har spelats in vid flera tillfällen, bland annat av Herborg Kråkevik och Kim Larsen. Larsen kallade sången 682 A (en hänvisning till dess plats i den danska Højskolesangbogen) på skivan 231045-0637 och när han framföde den live kallade han den Kringsat af Fjender. Sjätte och sjunde versen utelämnas ofta vid inspelningar och framföranden. 
Til Ungdommen framfördes bland annat 23 november 2003 vid avtäckningen av Nordahl Griegs minnessten i Potsdam, Tyskland, där han störtade 1943, under andra världskriget, samt vid minnesgudstjänsten i Oslo domkyrka 24 juli 2011 efter Terrorattentaten i Norge 2011 av Sissel Kyrkjebø. Det är också vanligt att läsa ur dikten i humanistiska konfirmationer i Norge.
| ”               | Kringsatt av fiender, gå inn i din tid! Under en blodig storm – vi deg til strid! Kanskje du spør i angst, udekket, åpen: hva skal jeg kjempe med, hva er mitt våpen? Her er ditt vern mot vold, her er ditt sverd: troen på livet vårt, menneskets verd. For all vår fremtids skyld, søk det og dyrk det, dø om du må – men: øk det og styrk det! Stilt går granatenes glidende bånd. Stans deres drift mot død, stans dem med ånd! Krig er forakt for liv. Fred er å skape. Kast dine krefter inn: døden skal tape! Elsk – og berik med drøm – alt stort som var! Gå mot det ukjente, fravrist det svar. Ubygde kraftverker, ukjente stjerner – skap dem, med skånet livs dristige hjerner! Edelt er mennesket, jorden er rik! Finnes her nød og sult, skyldes det svik. Knus det! I livets navn skal urett falle. Solskinn og brød og ånd eies av alle. Da synker våpnene maktesløs ned! Skaper vi menneskeverd, skaper vi fred. Den som med høyre arm bærer en byrde, dyr og umistelig, kan ikke myrde. Dette er løftet vårt fra bror til bror: vi vil bli gode mot menskenes jord. Vi vil ta vare på skjønnheten, varmen – som om vi bar et barn varsomt på armen! | „ |
| – Nordahl Grieg | |   |